# Podnoszenie ciężarów na Letnich Igrzyskach Olimpijskich 1968 – waga ciężka mężczyzn
Rywalizacja w wadze ponad 90 kg mężczyzn w podnoszeniu ciężarów na Letnich Igrzyskach Olimpijskich 1968 odbyła się 19 października 1968 roku w hali Teatro de los Insurgentes. W rywalizacji wystartowało 17 zawodników z 14 krajów. Tytuł sprzed czterech lat obronił Łeonid Żabotynśkyj z ZSRR. Srebrny medal wywalczył Belg Serge Reding, a trzecie miejsce zajął Joseph Dube z USA.

## Wyniki
| Pozycja | Zawodnik            | Reprezentacja                        | Waga  | Wyciskanie | Wyciskanie | Wyciskanie | Rwanie | Rwanie | Rwanie | Podrzut | Podrzut | Podrzut | Wynik |
| Pozycja | Zawodnik            | Reprezentacja                        | Waga  | 1          | 2          | 3          | 1      | 2      | 3      | 1       | 2       | 3       | Wynik |
| ------- | ------------------- | ------------------------------------ | ----- | ---------- | ---------- | ---------- | ------ | ------ | ------ | ------- | ------- | ------- | ----- |
| 1. !    | Łeonid Żabotynśkyj  | ZSRR                                 | 162,8 | 187,5      | 195,0      | 200,0      | 160,0  | 170,0  | 177,5  | 202,5   | -       | -       | 572,5 |
| 2. !    | Serge Reding        | Belgia                               | 124,4 | 187,5      | 195,0      | 195,0      | 142,5  | 147,5  | 152,5  | 202,5   | 207,5   | 212,5   | 555,0 |
| 3. !    | Joseph Dube         | Stany Zjednoczone                    | 143,0 | 190,0      | 197,5      | 200,0      | 145,0  | 145,0  | 150,0  | 195,0   | 202,5   | 210,0   | 555,0 |
| 4       | Manfred Rieger      | NRD                                  | 117,0 | 175,0      | 175,0      | 175,0      | 147,5  | 152,5  | 155,0  | 197,5   | 202,5   | 207,5   | 532,5 |
| 5       | Rudolf Mang         | RFN                                  | 115,9 | 170,0      | 177,5      | 177,5      | 142,5  | 147,5  | 152,5  | 185,0   | 190,0   | 195,0   | 525,0 |
| 6       | Mauno Lindroos      | Finlandia                            | 112,3 | 157,5      | 157,5      | 162,5      | 140,0  | 140,0  | 145,0  | 185,0   | 190,0   | 192,5   | 495,0 |
| 7       | Kalevi Lahdenranta  | Finlandia                            | 128,9 | 160,0      | 160,0      | 160,0      | 147,5  | 155,0  | 155,0  | 185,0   | 190,0   | 190,0   | 492,5 |
| 8       | Donald Oliver       | Nowa Zelandia                        | 138,0 | 147,5      | 147,5      | 147,5      | 125,0  | 137,5  | 142,5  | 182,5   | 195,0   | 200,0   | 490,0 |
| 9       | Piet van der Kruk   | Holandia                             | 127,5 | 155,0      | 160,0      | 160,0      | 130,0  | 135,0  | 140,0  | 175,0   | 180,0   | 187,5   | 487,5 |
| 10      | Terry Perdue        | Wielka Brytania                      | 130,0 | 160,0      | 167,5      | 167,5      | 137,5  | 142,5  | 145,0  | 172,5   | 172,5   | 177,5   | 487,5 |
| 11      | Roger Levecq        | Francja                              | 104,7 | 150,0      | 157,5      | 157,5      | 130,0  | 135,0  | 137,5  | 190,0   | 200,0   | 200,0   | 477,5 |
| 12      | Leston Sprauve      | Wyspy Dziewicze Stanów Zjednoczonych | 128,6 | 150,0      | 160,0      | 160,0      | 130,0  | 140,0  | 147,5  | 177,5   | 177,5   | 192,5   | 467,5 |
| -       | Jean-Paul Fouletier | Francja                              | 108,0 | 167,5      | 167,5      | 175,0      | 152,5  | 157,5  | 157,5  | 190,0   | 190,0   | 190,0   | 320,0 |
| -       | Hwang Ho-dong       | Korea Południowa                     | 135,7 | 160,0      | 160,0      | 160,0      | DNF    | DNF    | DNF    | DNF     | DNF     | DNF     | 0,0   |
| -       | Ove Johansson       | Szwecja                              | 115,0 | 180,0      | 180,0      | 180,0      | DNF    | DNF    | DNF    | DNF     | DNF     | DNF     | 0,0   |
| -       | Ray Rigby           | Australia                            | 114,4 | 160,0      | 160,0      | 160,0      | DNF    | DNF    | DNF    | DNF     | DNF     | DNF     | 0,0   |
| -       | Ernie Pickett       | Stany Zjednoczone                    | 121,0 | 190,0      | 190,0      | 190,0      | DNF    | DNF    | DNF    | DNF     | DNF     | DNF     | 0,0   |